# Donja Motičina
Donja Motičina je obec (općina) v Osijecko-baranjské župě ve východním Chorvatsku. V roce 2011 zde žilo celkem 1 198 obyvatel.
Obec se rozkládá v na západním okraji pohoří Papuk, v jeho podhůří, západně od města Našice, na silničním tahu Našice–Virovitica.
První písemná zmínka o obci pochází z roku 1229, místní kostel je poprvé připomínán k roku 1333, byl však značen během druhé světové války.